# Cadillac Vistiq
Cadillac Vistiq ― кросовер середнього розміру на батареях, який виробляється і продається підрозділом Cadillac компанії General Motors.
Виробництво Vistiq розпочалося в лютому 2025 року для 2026 модельного року.

## Опис

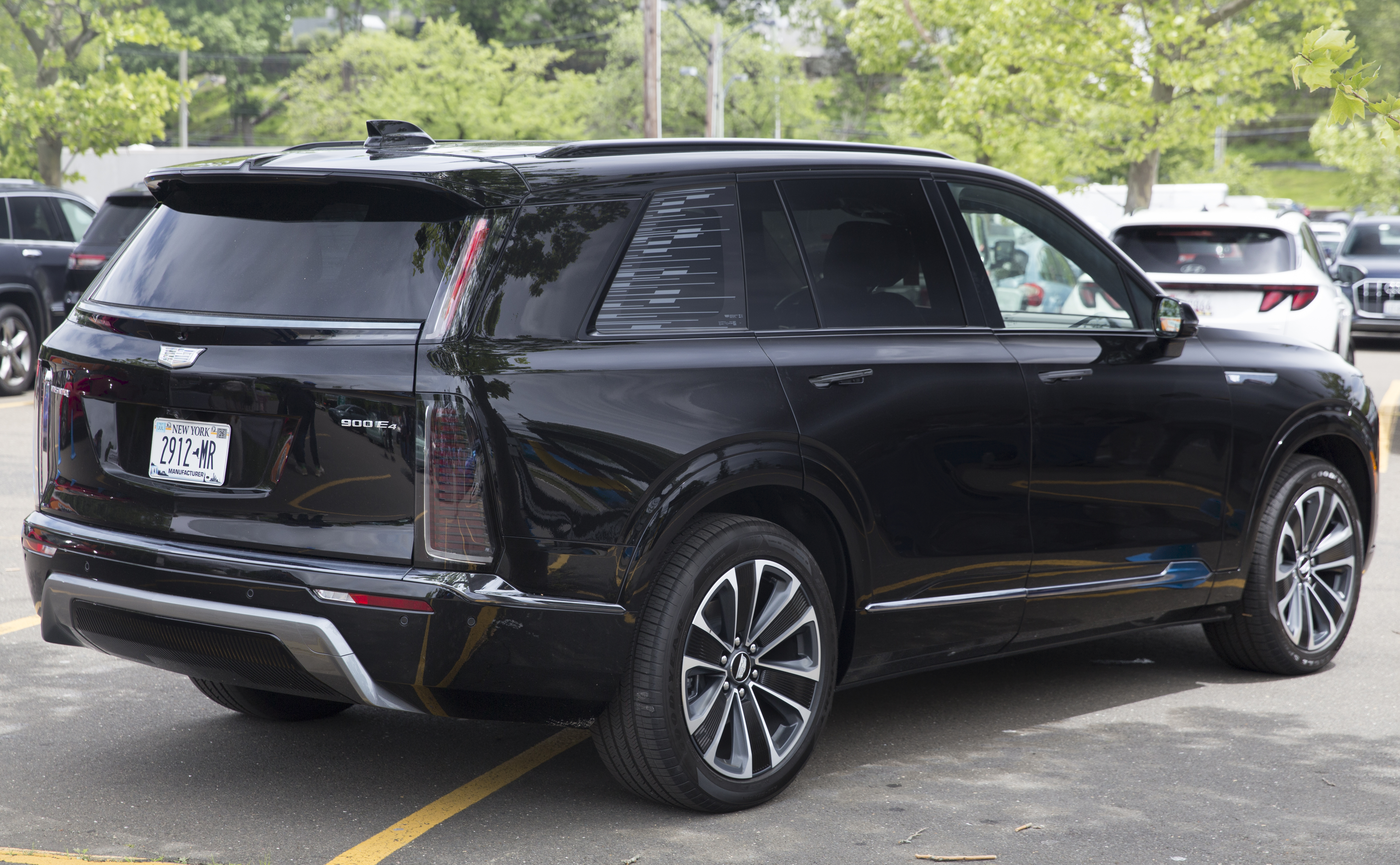

Два електромотори Vistiq забезпечують загальну потужність 615 кінських сил і 881 Нм крутного моменту. 
За оцінками Cadillac, автомобіль розганяється до 97 км/год за 3,7 секунди в режимі Velocity Max. Vistiq стандартно оснащений повним приводом.
Всередині Vistiq оснащено вигнутим 33-дюймовим дисплеєм і додатковим 8-дюймовим екраном для налаштування клімат-контролю та інших функцій автомобіля. Система клімат-контролю розрахована на п'ять зон, забезпечуючи комфорт для всіх пасажирів.

## Ринки
У Північній Америці Vistiq дебютував у 2025 році, як модель 2026 року.
В Австралії та Новій Зеландії випуск праворульної версії заплановано на 2026 рік.